# منطقة سالتفيل باتلفيلدز التاريخية
منطقة سالتفيل باتلفيلدز التاريخية هي ساحة لإحدى معارك الحرب الأهلية الأمريكية، تقع بين مقاطعة سميث ومقاطعة واشنطن. تتضم المنطقة 3 مبانٍ و31 موقعًا و4 هياكل ومجسمًا واحدًا. وهي تشمل المناطق الأساسية لمعركتين ، خاضتا في 2 أكتوبر و 20 ديسمبر 1864، والمعروفين باسم معركة سالتفيل الأولى ومعركة سالتفيل الثانية ، حيث تقاتلا القوات الكونفدرالية وجيش الاتحاد على السيطرة على أهم منشآت إنتاج الملح في الجنوب. 
أدرجت في السجل الوطني للأماكن التاريخية في عام 2010.